# Hoplammophila armata
Hoplammophila armata là một loài côn trùng cánh màng trong họ Sphecidae, thuộc chi Hoplammophila. Loài này được Illiger miêu tả khoa học đầu tiên năm 1807.